# El Proyecto Zeta

El Proyecto Zeta (en inglés The Zeta Project): es una serie animada de ciencia ficción producida por Warner Bros. Animation. Es un spin-off basada en el personaje Zeta, que aparece en el capítulo homónimo de la serie Batman del futuro, por lo cual es parte del Universo Animado de DC Comics. Fue creada por Robert Goodman y Warner Bros. Animation. En España la serie no se ha emitido.

## Historia
La historia se desarrolla a partir del año 2040. Cuenta la futurista aventura de un robot sintoide de avanzada tecnología que era utilizado por el gobierno de los Estados Unidos como arma de infiltración y eliminación. En una misión de infiltración, Zeta rompió el protocolo al no eliminar a su objetivo tras descubrir que era inocente, es catalogado como fugitivo y desde entonces huye de los agentes de la Agencia Nacional de Seguridad, los cuales desean capturarlo para reprogramarlo. Zeta desea encontrar a su creador, el Dr. Selig y entender por qué él es capaz de poseer voluntad propia; en el camino se encontrara con personas que lo ayudarán en su búsqueda como son Ro, quien lo acompaña siempre y Batman (Terry McGinnis) (solo en dos episodios de la serie Batman del futuro).
Como dato curioso, Zeta aparece por primera vez en la serie "Batman del futuro" (Batman Beyond) en el capítulo del mismo nombre ("Zeta"), donde tiene un diseño ligeramente diferente principalmente por la cabeza.
Y aunque sea en otra línea de tiempo, en la serie animada "Liga de la Justicia ilimitada" (Justice League Unlimited), en el capítulo "Lejos del hogar" (Far from Home) podemos ver a Superchica entrenando con cuatro sintoides del mismo modelo que Zeta.
Posiblemente como un detalle o broma por parte de los creadores de las series.

## Agencia de Seguridad Nacional
Es una agencia gubernamental especializada en detección e investigación robótica. Los agentes son entrenados por las Fuerzas Especiales, con quienes Rush entrenó por casi cinco años. Ro, amiga de Zeta logró infiltrar archivos relacionados con Zeta: su programación es distinta, un espía robótico especializado nato con el propósito de ayudar y contribuir a la seguridad nacional en el año 2040. Zeta consiguió escapar, pero su creador, el Dr. Selig, dejó algunas interrogantes de gran inquietud para Zeta, como por qué es capaz de adquirir conciencia y voluntad propias. Los rastros del Dr. Selig quedaron en un laboratorio de la Agencia de Seguridad Nacional, por lo que Zeta debe sacarlos y descubrir quién es en realidad.

## Personajes
- Unidad de Infiltración Zeta: el personaje principal, es un robot sintoide de avanzada tecnología, diseñado para operaciones de infiltración y espionaje. A pesar de poseer sofisticadas armas y tener la habilidad de suplantar identidades mediante hologramas, es de buenos sentimientos. Se niega a matar y a destruir tras descubrir que el sujeto a quien le encargaron asesinar era inocente. Debido a esto, la Agencia Nacional de Seguridad lo considera peligroso por lo que huye constantemente de los agentes federales que lo persiguen para neutralizarlo y trata de encontrar a su creador. Zeta respeta toda forma de vida y no le gusta usar la violencia.
- Rosalia 'Ro' Rowen: es una adolescente de 15 años con un carácter y sentido del humor bastante peculiares. Escapó de un orfanato donde no la pasaba nada bien. No sabía si sus padres estaban vivos o muertos y no tenía mejor lugar a donde ir que a la calle, uniéndose a un grupo de pandilleros. Es entonces que conoce a Zeta, cuando éste la salva del ataque de uno de los vagos, convirtiéndose en su compañera de aventuras, ayudándolo así a sobrellevar la vida en las calles, comprender mejor el comportamiento humano y descubrir la verdad sobre su programación. Ella trata de encontrar a su familia. Ro apoda a Zeta con el nombre Zee.
- Agente Bennet: Agente Especial James Bennet, encabeza el equipo de búsqueda del robot Zeta. Cree que Zeta es una amenaza para las personas y un peligro si no se le reprograma. Bennet es casado y tiene un hijo (el cual es rescatado por Zeta en el último capítulo emitido).
- Agente Orin West: Un joven agente Federal. No sabe manejar los equipos y armas, es egoísta, infantil y utiliza métodos no tan técnicos. El intenta con todas sus fuerzas ser un buen agente, tal vez presenta el mayor entusiasmo del todo equipo. El punto fuerte de West es ser asistido por sus compañeros, en especial por la Agente Lee quien siempre lo está ayudando y cuidando de él.
- Agente Marcia Lee: Una mujer que como elemento de la NSA es muy eficiente; inteligente y actúa rápido en las situaciones más difíciles. A pesar de tener como compañero a alguien como West, ella es muy paciente y le gusta ayudar, por lo que es también una buena persona. Lee tiene esa capacidad de intuición que la llevó a estudiar a Zeta desde el momento en que se le dio la misión y poco a poco, en un proceso interesante, ir descubriendo la verdadera personalidad del robot. Por ello (y después de los incidentes en Tiffy Time) Lee es una creyente de las nuevas intenciones de Zeta, aunque tenga que seguir obedeciendo órdenes de Bennet.
- Agent Rush: Este personaje aparece hasta la segunda temporada como la nueva compañera de trabajo de West en la división especial encargada de capturar a Zeta. Al igual que Lee, es muy eficiente en su trabajo; pero su carácter es diferente. Toma las cosas con mucha seriedad y para ella es prioridad el trabajo que tener que sacar de apuros a West. Rush al igual que Bennet está convencida de que Zeta es culpable y peligroso, por ello siempre se esfuerza en las misiones.

## Habilidades de Zeta
- Tiene varias armas de destrucción (se deshizo de ellas en el primer episodio).
- Tiene una tarjeta de crédito ilimitado a su disposición.
- Un sistema holográfico que le permite tomar la identidad que desee (por eso puede infiltrarse).
- Sus brazos y piernas pueden alargarse.
- Puede acceder a cualquier base de datos computarizada.
- Zeta se recarga con fuentes de energía potencializadas.
- Tiene habilidades de espionaje (visión nocturna, armas, etc).
- Tiene fuerza de cincuenta hombres y cuenta con resistencia sobrehumana.

## Episodios
| Temporada | Temporada | Episodios | Episodios | Emisión original    | Emisión original     |
| Temporada | Temporada | Episodios | Episodios | Primera emisión     | Última emisión       |
| --------- | --------- | --------- | --------- | ------------------- | -------------------- |
|           | 1         | 12        | 12        | 27 de enero de 2001 | 11 de agosto de 2001 |
|           | 2         | 14        | 14        | 30 de marzo de 2002 | 10 de agosto de 2002 |

### Primera temporada (2001)
| N.º en serie | N.º en temp. | Título                                          | Dirigido por | Escrito por                                                                                                 | Fecha de emisión original |
| --- | ------------ | ----------------------------------------------- | ------------ | --- | ------------------------- |
| 1 | 1            | «The Accomplice» «El cómplice»                  | Curt Geda    | Robert Goodman                                                                                              | 27 de enero de 2001       |
| Zeta está huyendo de la NSA. Él salva la vida de un fugitivo de 15 años, Ro Rowen. Ro procede para ayudar a Zeta a escapar de la NSA. Después de descubrir que Zeta posee dinero ilimitado, Ro acuerda ayudarlo a cambio de 5,000 créditos. Ro persuade a Zeta, a quien llama "Zee", para que busque a sus creadores, ya que podrían decirle a la NSA que Zeta era inocente. Zeta convence a Ro para que distraiga al torpe agente West mientras entra en la camioneta de la NSA para descargar información sobre sus creadores. Ro no logra distraer a West por mucho tiempo, entonces, en contra de sus inclinaciones, rescata a Zeta y decide quedarse con él y ayudarlo a encontrar a sus creadores. |              |                                                 |              | |                           |
| 2 | 2            | «His Maker's Name» «El nombre de su fabricante» | Tim Maltby   | Historia por: Hilary J. Bader Guion por: Hilary J. Bader & Robert Goodman                                   | 3 de febrero de 2001      |
| Zeta y Ro buscan a uno de los creadores de Zeta, el Dr. Aroyu, que ahora trabaja en un laboratorio espacial. No encuentran al Dr. Aroyu, pero escapan de la NSAen una camioneta de Spacies, hippies futuristas que protestan por la comercialización del espacio. Ro va con las Spacies a una protesta en el Laboratorio espacial, cuando ve al Dr. Aroyu. Ella convence al Dr. Aroyu, quien cree que Zeta quiere matarlo, para encontrarse con Zeta. Cuando Zeta va a encontrarse con el Dr. Aroyu, descubre que ha entrado en una trampa establecida por el Agente Bennett. Zeta salva la vida del Dr. Aroyu cuando la trampa funciona mal, y el científico ayuda a Zeta a escapar. El Dr. Aroyu le dice a Zeta que el hombre que quiere encontrar es el Dr. Selig. |              |                                                 |              | |                           |
| 3 | 3            | «Remote Control» «Control remoto»               | Curt Geda    | Ralph Soll                                                                                                  | 10 de febrero de 2001     |
| Zeta y Ro buscan al Dr. Selig en una convención de ciencia. Encuentran que el Dr. Selig no está allí y conocen a Bucky Buenventura, un genio de 12 años que inventó un control remoto universal. Bucky, al descubrir que Zeta es un sintoide, usa el control remoto para tomar el control de Zeta y hacer bromas en la convención científica. Cuando Bucky descubre que el Dr. Tannor copió su control y trató de pasarlo por propio, Bucky pone a Zeta en manos del Dr. Tannor para vengarse. Ro llega y usa el controlador de inductancia copiado para evitar que Zeta hiera al Dr. Tannor. Zeta destruye el control remoto de Bucky y le advierte que no lo vuelva a usar. |              |                                                 |              | |                           |
| 4 | 4            | «Change of Heart» «Cambio de corazón»           | Bob Doucette | Kevin Hopps                                                                                                 | 17 de febrero de 2001     |
| Zeta y Ro siguen al Dr. Selig a un museo; para esconderse, Zeta toma su forma de Little Zee por primera vez. Zeta y Ro conocen a una mujer y su hija, Kora Kaye. Zeta rescata a Kora Kaye de un reactor de fusión después de que llegan los agentes de la NSA. Ro y Zeta escapan de la NSA justo a tiempo, y Zeta echa un vistazo al Dr. Selig. Ro admite que a veces se pregunta sobre sus padres, a quienes nunca ha conocido. |              |                                                 |              | |                           |
| 5 | 5            | «The Next Gen» «La próxima generación»          | Tim Maltby   | Historia por: Hilary J. Bader Guion por: Rich Fogel                                                         | 24 de febrero de 2001     |
| Zeta está buscando en Internet en Cybercafe Groundwire, cuando accidentalmente intercepta una misión para otra Unidad de Infiltración. Zeta decide que debe evitar que la Unidad de Infiltración 7 mate a su objetivo, el traficante de armas Roland DeFlores. En el aeropuerto, Zeta y Ro se encuentran con Bucky Buenventura, que quiere tomar el control de IU7, un modelo mejorado de Zeta. Zeta lucha contra IU7 y, con la ayuda de Ro y Bucky, lo derrota. Ro, Bucky y Zeta regresan a los Estados Unidos. Bucky admite que le gusta Ro y Zeta, y quiere ayudarlos. IU7 comienza a repararse a sí mismo. Su memoria está dañada, pero recuerda haber luchado contra Zeta, por lo que elige a Zeta como su próximo objetivo. |              |                                                 |              | |                           |
| 6 | 6            | «West Bound»                                    | Bob Doucette | Historia por: Stacey Liss Goodman & Robert Goodman Guion por: Wendell Morris & Tom Sheppard                 | 10 de marzo de 2001       |
| Zeta y Ro huyen de la NSA en un tren, pero el agente West logra abordarlos. El proyector de hologramas de Zeta funciona mal, por lo que comienza a adoptar la apariencia de cualquiera que acabe de ver. Esto hace que sea más fácil para Agent West encontrarlo. La NSA se cierra. Zeta y Ro escapan, pero están separados. Sin embargo, rápidamente se encuentran de nuevo, y Ro dice que están empezando a pensar igual. |              |                                                 |              | |                           |
| 7 | 7            | «Hicksburg»                                     | Curt Geda    | Paul Diamond                                                                                                | 31 de marzo de 2001       |
| Ro decide visitar a su antigua familia de acogida, los Morgan, con la esperanza de encontrar información sobre su familia biológica. Ro usa la tarjeta de crédito ilimitada de Zeta para comprar regalos costosos, y le dice a Zeta que quiere impresionarlos. Cuando la hermana adoptiva de Ro, Tiffy, abre la puerta, Zeta se transforma en la estrella de video Adam Heat y besa a Tiffy, en un intento no deseado de ayudar a Ro. Tiffy convence a Zeta para que la ayude interpretando el papel de Romeo en la audición de Tiffy en Shakespeare. El proyector de escenario del escenario funciona mal y causa que Zeta pierda su holograma. El padre adoptivo de Ro, el sheriff, persigue a Zeta, pero cuando Zeta salva el teatro de la destrucción, decide dejarlo ir. Tiffy le da una imagen a Ro que admite que robó, y le dice a Ro que es una foto de su hermano. |              |                                                 |              | |                           |
| 8 | 8            | «Shadows» «Oscuridad»                           | Tim Maltby   | Hilary J. Bader                                                                                             | 7 de abril de 2001        |
| Infiltration Unit 7 reanuda su búsqueda de Zeta. Sigue a Zeta hasta un centro comercial en Gotham City, donde Ro intenta enseñarle sobre la diversión a través de los videojuegos. IU7 adopta un holograma para parecerse a Zeta, y se acerca a Ro para conocer el paradero del verdadero Zeta. Ro se da cuenta de que IU7 es falso, pero no puede evitar que ataque al verdadero Zeta. En la pelea posterior, el centro comercial se destruye pero Zeta se las arregla para evitar que alguien sea herido, a excepción de Ro. Zeta lleva a Ro al hospital, donde le dicen que ella estará bien, pero él todavía se siente culpable y comienza a cuestionar si Ro debería o no seguir estando a su lado. Batman ve la destrucción del centro comercial y cree que Zeta es responsable. Sigue a Zeta hasta el hospital, donde se ve a Zeta despidiéndose de un Ro inconsciente con su herramienta de soldadura en la mano. Batman cree que Zeta tiene la intención de matarla, y se detiene para detenerlo.Él trata de destruir a Zeta, pero es detenido por un Ro recién despertado, revelando la verdad. Batman no cree que Zeta sea inocente, hasta que interviene IU7. Batman ayuda a Zeta a luchar contra IU7, y IU7 es destruido por una onda magnética. Batman se disculpa, y Zeta le dice a Ro que no la quiere con él porque es demasiado peligroso. Ro se niega a irse y le dice a Zeta que se está divirtiendo. |              |                                                 |              | |                           |
| 9 | 9            | «Crime Waves»                                   | Bob Doucette | Historia por: Kevin Hopps Guion por: Kevin Hopps & Rich Fogel                                               | 14 de abril de 2001       |
| Zeta y Ro están disfrutando de un día en la playa, cuando se encuentran con un niño acosado por ciclistas. Zeta lo salva, y descubren que él es Wade Pennington, el hijo de un rico fabricante de robótica. Wade invita a Ro y Zeta a almorzar a su complejo, junto con su guardaespaldas, Sven. Ro está enojado al ver que Wade está muy mimado, grosero y abusa de sus robots. Ella y Zeta se van. Sin embargo, más tarde se descubre que Wade ha sido secuestrado, y Ro y Zeta han sido incriminados. Investigan y descubren que Sven secuestró a Wade para cobrar el dinero del rescate del padre de Wade. Zeta y Ro van al barco de Sven para detenerlo, y Sven dice que matará a Wade, Ro y Zeta y los entregará a los dos por el dinero de la recompensa. Zeta revela que él es un robot para el asombrado Wade. Los tres detienen a Sven, y Wade aprende a respetar sus robots. |              |                                                 |              | |                           |
| 10 | 10           | «Taffy Time» «Tiempo Taffy»                     | Tim Maltby   | Historia por: Hilary J. Bader Guion por: Rich Fogel                                                         | 5 de mayo de 2001         |
| Zeta y Ro están huyendo del Agente West y del Agente Lee. Son conducidos a la fábrica de caramelos Koala por un misterioso desconocido. El extraño resulta ser Rohan Krick, un cazarrecompensas que quiere convertir a Zeta en el dinero de la recompensa. Zeta escapa de Krick y saca a Ro de la fábrica antes de que Krick active un campo de fuerza que atrapa a Zeta dentro. El agente Lee también había ingresado a la fábrica. Krick la encuentra, y la toma como rehén, amenazándola con matarla si Zeta no se revela. Zeta ayuda a Lee a escapar, y Ro encuentra un camino de regreso a la fábrica. Zeta y Ro derrotan a Krick, lastimándose la cara. El agente Lee a regañadientes va a arrestar a Zeta, pero West se las arregla para esposarse a la barandilla, y Lee agradecido usa la excusa para dejar que Zeta se vaya. Lee comienza a darse cuenta de que Zeta es inocente. |              |                                                 |              | |                           |
| 11 | 11           | «Ro's Reunion»                                  | Tim Maltby   | Historia por: Katy Cooper & Ned Teitelbaum Guion por: Katy Cooper, Ned Teitelbaum, Rich Fogel & Kevin Hopps | 12 de mayo de 2001        |
| Ro quiere conocer a su hermano, y está practicando hablar con él con Zeta en un holograma para que coincida con su imagen. Ro descubre un programa de televisión que ayuda a los niños a encontrar a los miembros de su familia, y Zeta insiste en que lo haga. Sin embargo, Ro se da cuenta de que una vez que esté en el programa, Bennett podrá encontrarla y la mirará, para que nunca más pueda ver a Zeta. Zeta insiste en que trate de encontrar a su hermano de todos modos, y entonces se separan. Más tarde, Zeta ve a una chica que había estado en el programa antes. Ella se queja de que la mujer que conoció era una actriz, no su verdadera madre. Zeta descubre que el programa realmente no encuentra a los miembros de la familia perdidos, sino que gana dinero volviendo al fugitivo. Zeta va a salvar a Ro. Cuando Ro conoce a su "hermano", se da cuenta de que, aunque se parece a ella, no se parece en nada a la imagen que tiene. Zeta expone el espectáculo para ser falso, y el productor, que no sabía lo que estaba pasando, promete cambiarlo. Zeta y Ro escapan, y Ro le dice a Zeta que él es la única familia que ella necesita. |              |                                                 |              | |                           |
| 12 | 12           | «Kid Genius»                                    | Bob Doucette | Paul Diamond                                                                                                | 11 de agosto de 2001      |
| Ro y Zeta conducen una motocicleta a lo largo de la autopista, cuando son interrumpidos por una advertencia de tornado. La motocicleta toma el control de sí misma, y Ro y Zeta son levados a un refugio. Sin embargo, Zeta no puede detectar un tornado y los llevan a una casa en los suburbios. La casa pertenece a Bucky Buenventura, quien se hizo cargo de la motocicleta. Bucky quiere la ayuda de Zeta para encontrar a sus padres, quienes fueron secuestrados por el doctor Tannor. Zeta está de acuerdo, y van con Bucky a la clínica donde el Dr. Tannor ahora trabaja. Los padres de Bucky están trabajando en una máquina diseñada para rejuvenecer a los pacientes, pero ha fallado, convirtiendo a los padres de Bucky y a varios pacientes en niños muy pequeños. El Dr. Tannor golpea a Zeta y le dice a Bucky que si repara la máquina, devolverá a Zeta y a los Buenventuras. Bucky comienza a arreglar la máquina a regañadientes, pero no puede hacerlo funcionar. El Dr. Tannor intenta destruir a Zeta, pero Zeta escapa y encuentra a Ro y Bucky. La máquina funciona mal y amenaza con destruir el compuesto. Zeta, Ro, Bucky y todos los niños escapan, y Zeta le dice a Bucky que descargó los esquemas de la máquina, y podrá devolver a los padres de Bucky a la normalidad. |              |                                                 |              | |                           |

### Segunda temporada (2002)
| N.º en serie | N.º en temp. | Título                                       | Dirigido por             | Escrito por                                                         | Fecha de emisión original |
| --- | ------------ | -------------------------------------------- | ------------------------ | ------------------------------------------------------------------- | ------------------------- |
| 13 | 1            | «Absolute Zero» «Cero absoluto»              | Curt Geda                | Robert Goodman & Kevin Hopps                                        | 23 de marzo de 2002       |
| Zeta descubre que el Dr. Selig se reúne en Cryobin, un laboratorio de criogenia, con un científico llamado Dr. Wilhelm. Zeta pretende ser el Dr. Wilhelm al imitar sus patrones de retina, pero el verdadero Dr. Wilhelm aparece. Los guardias del Dr. Selig disparan contra Zeta, pero extrañan y destruyen la computadora en la sala de criogenia. La habitación es evacuada, y nadie nota que el Dr. Selig ha quedado atrapado en una unidad de congelación criogénica. Zeta se da cuenta de que dado que la computadora no ha funcionado bien, el Dr. Selig morirá a menos que Zeta lo ayude. Zeta controla la unidad de congelación para mantener la temperatura del Dr. Selig segura hasta que llegue ayuda. Pero el agente Bennett, al darse cuenta de que Zeta está en Cryobin, decide desafiar las órdenes de que Cryobin está por encima de su autorización, e ir tras Zeta. Zeta está monitoreando la temperatura, pero una explosión lo hace alejarse por la preocupación por Ro. Ro está bien, pero la explosión dañó aún más la unidad criogénica. Zeta tiene que sacar al Dr. Selig y usar su calefacción interna para mantener estable el estado del médico. Él salva al Dr. Selig, pero no tiene la oportunidad de hablar con él. Bennett es detenido por sus superiores, y el agente Lee revela que ella les avisó. Lee cree que Zeta es inocente, por lo que ella renuncia al equipo de Bennett. Zeta y Ro escapan. |              |                                              |                          |                                                                     |                           |
| 14 | 2            | «Wired: Part 1» «Por cable: Parte 1»         | Curt Ged                 | Robert Goodman                                                      | 30 de marzo de 2002       |
| La NSA está alcanzando a Zeta y Ro. Bucky está tratando de comunicarse con ellos, cuando se interrumpe su transmisión. Ro y Zeta son rescatados por tres hackers, Meg, Plug y Buss. Todos parecen ser fanáticos de Zeta, y Buss tiene un enamoramiento obsesivo con Ro. Meg y Plug convencen a Zeta para que les permita desarmarlo y ver cómo trabaja, y a cambio lo ayudarán a encontrar al Dr. Selig. Ro es llevado de mala gana a la casa de Buss. Bucky logra enviar un mensaje a Ro, advirtiéndole que Meg y Plug quieren usar Zeta para las piezas. Ro escapa para salvar a Zeta, y Zeta logra repararse a sí mismo mientras Ro conduce una de las motocicletas de los hackers. La motocicleta se queda sin energía, la NSA captura Zeta, pero Ro es salvada por Buss. Se le informa que la NSA planea borrar la memoria de Zeta. |              |                                              |                          |                                                                     |                           |
| 15 | 3            | «Wired: Part 2» «Por cable: Parte 2»         | Liz Holzman              | Robert Goodman                                                      | 6 de abril de 2002        |
| Después del episodio anterior, Zeta ha sido capturado por la NSA y se lo ha llevado a reprogramar. Ro intenta encontrarlo para salvarlo. Ella lo sigue hasta un almacén del gobierno, donde llama a Bucky. Él se niega a ayudar por miedo a que lo rastreen, por lo que ella se rompe a sí misma. En el interior, Bennett y los otros agentes descubren un módulo en la cabeza de Zeta que no estaba en sus esquemas. Borran los recuerdos de Zeta mientras lucha por aferrarse a lo que puede. Luego, intentan alterar el módulo. Zeta los ve como objetivos hostiles y se libera, comenzando a destruir el almacén. Bennett le pide a Ro que revele la posición de Zeta, pero ella se niega, defendiéndolo por el intercomunicador. Zeta la oye hablar y puede acceder a sus recuerdos guardados. Zeta y Ro escapan. Zeta expresa preocupación por el módulo en su cabeza y el hecho de que no tiene idea de qué es lo que hace, pero eso le hizo comportarse violentamente. Ro lo consuela, diciéndole que "todos tienen cosas buenas y malas dentro de ellos" y que eso lo hace más humano. |              |                                              |                          |                                                                     |                           |
| 16 | 4            | «Resume Mission»                             | Rob Davies               | Historia por: Ralph Soll & Liz Holzman Guion por: Ralph Soll        | 13 de abril de 2002       |
| Un niño de once años, Jason Foley, recibe piezas de repuesto de su padre para trabajar. Él pone un chip de computadora de estas partes en su computadora. La computadora se apropia de la Unidad de Infiltración 7, que comienza a ordenar que las piezas se reparen a sí mismas. Zeta está buscando la parte del hombro que necesita en la red cuando descubre que se están haciendo pedidos para reconstruir IU7. Decidiendo que Jace Foley debe estar en peligro, él y Ro van a detener a IU7. IU7 todavía está decidido a dañar Zeta, pero también debe adquirir todas las piezas necesarias para reconstruir. Cuando llega Zeta, los dos sintoides luchan e IU7 aparentemente logra matar a Zeta. Él va a recuperar una parte final que necesita, tomando a Jace como rehén. Zeta se repara a sí mismo, y él y Ro van al almacén donde Jace fue llevado. Zeta elimina el chip de la CPU de IU7, y la sintasa se apaga. Agentes de la NSA vienen a limpiar, liderados por el agente Lee. Zeta le da chip CPU a Lee IU7, y ella deja ir a Zeta y Ro. |              |                                              |                          |                                                                     |                           |
| 17 | 5            | «Hunt in the Hub» «Caza en el cubo»          | T. J. House              | Historia por: Paul Diamond Guion por: Paul Diamond & Robert Goodman | 20 de abril de 2002       |
| Zeta y Ro siguen al Dr. Boyle, un asociado del Dr. Selig, al Hub, un centro comercial / comercial y centro de tráfico aéreo. Sin embargo, Boyle ha establecido una trampa y le asigna un chip a Zeta que no le permitirá usar su tarjeta de crédito. Le dice a Zeta que lo pruebe en una computadora cercana. Zeta se considera vagabundo y es rastreado por los guardias de seguridad. Boyle dice que eliminará el chip si Zeta y Ro roban partes para su nuevo proyecto. Ambos están de acuerdo. Zeta roba varias partes, pero después de varias llamadas, Ro y él tienen un plan para detenerlo. Permiten que varios agentes de la NSA vean a Ro aparentemente dando partes al Dr. Boyle, y Zeta en un holograma que los acepta y confiesa todo. Zeta y Ro consiguen que Boyle retire el chip, y luego los agentes persiguen a Boyle. Zeta y Ro escapan en un plano hiper, pero Rush y West lo siguen, solo para ser encerrados en segunda clase mientras los fugitivos están en primera clase. |              |                                              |                          |                                                                     |                           |
| 18 | 6            | «Ro's Gift» «Regalo de Ro»                   | Rob Davies               | Historia por: Hilary J. Bader & Joseph Kuhr Guion por: Joseph Kuhr  | 27 de abril de 2002       |
| Mientras se transforma holográficamente en Ro, Zeta desactiva un robot que funciona mal. The Brain Trust, (del episodio de Batman Beyond «Mind Games») un grupo de espectadores sobrehumanos lo presencian y deciden que desean que ella (Zeta) se una a su grupo. Cuando el verdadero Ro regresa, los superhumanos agarran a Ro y la llevan a su base, negándose a creer que ella no haya hecho nada. The Brain Trust planea hacer estallar una torre de radio para liberar ondas radioactivas en la ciudad con la esperanza de que la radiación genere otros poderes en los niños de toda la ciudad. |              |                                              |                          |                                                                     |                           |
| 19 | 7            | «Lost and Found» «Objetos perdidos»          | Curt Geda & T. J. House  | Randy Rogel                                                         | 11 de mayo de 2002        |
| Mientras huye de Krick, ahora para destruir a Zeta en vez de entregarlo, Zeta deja de funcionar. Ro lo lleva a un circo abandonado, luego llama a Bucky que viene a ayudar a repararlo. Mientras tanto, se revela la última misión de Zeta antes de convertirse en pícaro. Mientras reemplaza al presunto terrorista, Dolan, Zeta debe ir a su casa haciéndose pasar por él. Él observa a la esposa e hijo de Dolan. Más tarde descubre que Dolan es inocente y no se da cuenta de que está ayudando a maniobrar fondos para la organización terrorista del Día del Hermano. Esta es la organización terrorista por la que se sospecha que Zeta está trabajando. Más tarde, Dolan descubre que Zeta lo está haciendo pasar, pero Zeta decide no despedirlo. Después de trabajar en él, Bucky dice que la mente de Zeta está completamente revuelta, y que no hay nada que él pueda hacer. Luego Ro explica cómo fue para ella en la casa de la niña y qué pasó el día en que ella salió corriendo. Krick eventualmente los alcanza y en el último momento Zeta se recupera y lo desactiva. Krick es arrestado. Lo más probable es que la perturbación de la mente de Zeta se deba a que su mente está borrada en su mayoría en "Con cable". |              |                                              |                          |                                                                     |                           |
| 20 | 8            | «Eye of the Storm» «Ojo de la tormenta»      | Tim Maltby               | Historia por: Ralph Soll Guion por: Christopher Simmons             | 18 de mayo de 2002        |
| En Kansas, Zeta y Ro se encuentran con dos hermanos, que han diseñado una cápsula flotante para dispersar los tornados, pero el genio hermano menor queda eclipsado por su hermano mayor, que hace el pilotaje. El hermano menor se va a detener un tornado masivo solo. |              |                                              |                          |                                                                     |                           |
| 21 | 9            | «Quality Time» «Tiempo de calidad»           | Tim Maltby               | Historia por: Kevin Hopps & Ralph Soll Guion por: Robert Goodman    | 13 de julio de 2002       |
| El agente Bennet y Zeta se ven obligados a una alianza incómoda cuando el hijo de Ro y Bennet queda atrapado en un submarino dañado, que está sentado debajo de un arrecife de coral inestable. |              |                                              |                          |                                                                     |                           |
| 22 | 10           | «On the Wire» «En el alambre»                | Curt Geda                | Joseph Kuhr                                                         | 20 de julio de 2002       |
| Bucky reúne a Ro con su hermano perdido, Casey McCurdy, un periodista. Su jefe reconoce a Ro como el cómplice de Zeta y hace arreglos para que su red obtenga cobertura exclusiva de su captura. Poco dispuesto a traicionar a su hermana, Casey los ayuda a escapar y promete mantenerse en contacto a través de mensajes de texto y mejorar el estado público de Zeta. |              |                                              |                          |                                                                     |                           |
| 23 | 11           | «Cabin Pressure» «Cabina de presión»         | Rob Davies & Olaf Miller | Lyle Weldon                                                         | 27 de julio de 2002       |
| Bucky es capturado por la NSA, creyendo que tiene una conexión con el Día del Hermano, obligando a Zeta y Ro a rescatarlo antes de que Bennet ponga sus manos en el control remoto universal de Bucky. |              |                                              |                          |                                                                     |                           |
| 24 | 12           | «The River Rising» «El río Rising»           | Curt Geda                | Historia por: Paul Diamond Guion por: Joseph Kuhr                   | 3 de agosto de 2002       |
| Zeta y Ro aterrizan en un pueblo "sin tecnología", un grupo de personas cuya forma de vida es similar a la de los Amish, aunque más vehemente en su desdén por la tecnología. Mientras tanto, Bennet tiene que obtener una orden para registrar el pueblo. |              |                                              |                          |                                                                     |                           |
| 25 | 13           | «The Hologram Man» «El hombre del holograma» | Rob Davies               | Robert Goodman & Joseph Kuhr                                        | 10 de agosto de 2002      |
| Zeta y Ro ingresan en un edificio de alto secreto de la NSA donde las unidades de infiltración informan después de cada misión para comparar su memoria con los registros de su última misión. Se topan con el Dr. Selig, que roba información clasificada y se la entrega a Tidus Sweete, un soldado de alto rango del grupo terrorista del Día del Hermano visto en "Perdidos y Encontrados". Él le dice a Sweete que no quiere continuar, entonces Tidus lo apuntó con un arma. Zeta lo salva mientras Tidus escapa, pero descubre que "Selig" es en realidad el Dr. Marcus Edmund, el hombre que construyó los emisores holográficos de Zeta. El Dr. Edmund se vio obligado a ayudar a Brother's Day a destruir el laboratorio de sintaxis de más alto nivel del gobierno, el Nosis, donde se creó Zeta y funciona Selig. Con la ayuda de su holoemisor personal, Ro y Zeta se hacen pasar por uno de los lacayos de Sweete y Edmund, respectivamente. En el Nosis, Zeta y Ro se encuentran con Selig, y él revela que creó el módulo misterioso en Zeta, que funciona como una conciencia. El agente Bennett escucha todo. Sweete pone en marcha las bombas que plantó, forzando una evacuación de emergencia. Selig y su asistente intentan escapar en una cápsula, pero Sweete lo derriba, aparentemente matándolos. Zeta y Ro suben a una cápsula y apenas escapan mientras el Nosis explota. Aunque Zeta cree que su creador está muerto, una mano mecánica emerge del mar cerca de los restos de la nave de Selig, regenerando su carne pudiendo tratarse del Dr. Selig. |              |                                              |                          |                                                                     |                           |
| 26 | 14           | «The Wrong Morph»                            | Curt Geda                | David Benullo                                                       | 17 de agosto de 2002      |
| Al intentar encontrar al Dr. Selig buscando en la computadora de trabajo de uno de sus compañeros, el Dr. Morel, Ro y Zeta se involucran en el robo de un potenciador sináptico, un dispositivo inventado para ayudar a caminar a un niño discapacitado, Kevin. Zeta se disfraza como Kevin para obtener acceso a la computadora, por lo que Kevin es sospechoso del robo. Zeta y Ro atrapan al verdadero criminal para borrar el nombre de Kevin. |              |                                              |                          |                                                                     |                           |

- Datos: Q2555917